# Robotok a pankrátorok ellen (Így jártam anyátokkal)
A Robotok a pankrátorok ellen az Így jártam anyátokkal című televízió-sorozat ötödik évadának huszonkettedik epizódja. Eredetileg 2010. május 10-én vetítették, míg Magyarországon 2010. november 8-án.
Ebben az epizódban a banda egy "Robotok és Emberek Pankráció" rendezvényre indul, de előtte ellátogatnak egy felső-középosztálybeli partiba, ahol Ted remekül érzi magát. Robin továbbra is kerüli a bandát, hogy építhesse kapcsolatát Donnal. 

## Cselekmény
Barney izgatott, mert az egész csapat elmegy egy különleges rendezvényre, ahol robotok fognak megküzdeni pankrátorokkal. Robinnak is szerzett jegyet, bár mindenki úgy sejti, úgysem fog eljönni – és így van, elutasítja az ajánlatot, mert Donnal tervezett közös programot. Közben Tedet rendkívül bosszantja, hogy amikor egy kicsit kifinomultabban, vagy értelmiségi módon próbál megnyilvánulni, a többiek lehurrogják, "finganak" egyet a szájukkal. Ekkor azonban váratlan dolog történik: ismét kapnak egy levelet, amit Marissa Heller nevére címeztek. Marissa Heller egy korábbi bérlő volt, és még azóta is rendszeresen érkeznek postái, amelyekből Marshallék megpróbálták kitalálni, milyen nő is lehet. Ezúttal meghívót kapott egy estélyre, amelyet az Alberta Házban tartanak, ami Ted szerint a leggyönyörűbb épület Manhattanben. Mivel ugyanazon az estén rendezik, mint a "Robotok és Emberek Pankráció"-t, Ted azt javasolja, nézzenek csak egy kicsit be erre a bulira, mielőtt továbbállnának, mégpedig úgy, hogy Lily eljátssza, hogy ő Marissa Heller, és beviszi őket.
A terv azonnal megbukik, amikor megjelenik az igazi Marissa. Ted lenyűgözi őt az intellektualitásával, így felviszi a partiba mindannyiukat. Miközben Marshall, Lily és Barney halálra unják magukat, Ted remekül érzi magát, és élvezi, hogy hozzá hasonló értelmiségiekkel van körülvéve. A többiek végül bosszúsan lelépnek, amikor Ted kijelenti, hogy ő maradna. Barney teljesen kétségbe van esve, hogy a banda széthullik: Ted nem jött el velük, Robin minden idejét Donnal tölti, Marshallnak és Lilynek pedig hamarosan gyereke születik. Lily megnyugtatja, hogy mindennek ellenére barátok maradnak majd. Eközben a partin Ted olaszul kezd el verselni, és eközben észreveszi, hogy senki nem szakítja félbe, amit most már kellemetlennek talál, mert úgy érzi, túl messzire ment. Ebben a pillanatban a többiek felfedezik, hogy az egyik mexikói pankrátor teljesen úgy néz ki, mint Ted. Elküldik a fényképét Tednek, aki ennek hatására otthagyja a partit és a többiek után megy.
A bárban Barney abszurd szabályokat kezd el sorolni Marshallnak és Lilynek arra az esetre, ha gyerekük születne. Lily és Marshall is úgy érzik, hogy egy gyerek vállalása nagyon komoly dolog, és akkor már nem nagyon lesz lehetőségük olyan mókára, mint például megtalálni Ted alteregóját. Ezért megfogadják, hogy egészen addig nem vállalnak gyereket, amíg meg nem találják az ötödik alteregót, Barney-ét. Ekkor megérkezik Ted is, aki bocsánatot akar kérni a többiektől versben – majd megérkezik Robin is. Jövőbeli Ted elmondja, hogy bár idővel tényleg eltávolodtak egymástól, de a robotok és a pankrátorok meccsét minden évben megnézték.

## Kontinuitás
- Ted barátainak (és magának Tednek is) régi szokása valamilyen kifinomult szórakozási lehetőség helyett bazári mulatságba menni ("Oké Király", "Kisfiúk")
- Robin a "Külön ágyak" című részben költözött össze Donnal és kezdte el hanyagolni a többiek társaságát.
- Felbukkan a negyedik alteregó, Mexikói Pankrátor Ted. Az alteregókról először a "Duplarandi" című részben volt szó.
- Ted a "Kacsa vagy nyúl" című részben tett először említést a keresztrejtvény-szerkesztési elvekről, amiről most személyesen a szerkesztőtől is megerősítést kap: a "szélhárfa" szót a magánhangzók miatt használják annyit,
- Lily ismét "urizál" (kamu brit akcentust használ), mint a "Közbelépés" című részben.
- A bulit egy Jefferson Van Smoot nevű illető szervezte. Ez a név korábban is felbukkant már: Lily és Marshall az "Életem legjobb bálja" című részben az egyik épületében akarták tartani az esküvőt.
- Marshall és Lily nem egyeznek a születendő gyerekük nemét illetően, akárcsak a "Beboszetesza" című részben.
- Marshall szerint ő és Lily pénzügyileg stabilok, ami azt jelenti, hogy Lily hitelkártya-adósságán is túlvannak ("Beboszetesza"), és a lakásuk lejtős padlóját is megcsnáltatták ("Nincs holnap").
- Barney a "Stinson el" kifejezést használja.
- Barney a szabályok felsorolásánál ismét a kedvenc számát, a 83-ast használja.

## Jövőbeli visszautalások
- A "Természettörténet" című epizódban felbukkan egy újabb Van Smoot, a Kapitány.
- A "Bababeszéd" című részben ismét Marshall és Lily születendő gyerekének a neme a téma.
- "Az alteregók" című részben Lily úgy hiszi, végre megtalálták Barney igazi alteregóját, ami nem igaz, de a többiek ráhagyják. Vele csak a "Rossz hír" című részben találkoznak.
- Jövőbeli Tednek igaza van abban, hogy eltávolodnak egymástól a banda tagjai. Robin például 2016 és 2020 között teljesen eltűnik, legfeljebb csak nagyritkán találkozik Lilyvel.

## Érdekességek
- Az "Örökkön örökké" című rész szerint a 2019-es "Robotok és Emberek Pankráció"-n már ott van az Anya, de nincs ott Robin. Az "Időutazók" című részben pedig senki nem ér rá Teddel elmenni, mert ő az egyetlen egyedülálló, akivel senki nem törődik.
- A nyitójelenetben Marshall egy Green Bays Packers felsőt visel, amit ő, mint Minnesota Vikings-szurkoló, soha nem venne fel.
- Robin élő adásban beszél Lilyvel telefonon, pedig magát szakmailag igényesnek tartja annyira, hogy akkor se viselkedjen így, ha tudja, hogy senki nem nézi őket.

## Zene
- Jesus and Mary Chain - The Living End
- From - Tell Me Why
- From - One Spring Away
- Dr. Dog - We All Belong
- Ted Mosby Quartet - Constance Fry

## Vendégszereplők
- Darby Stanchfield - Marissa Heller
- Michael York - Jefferson Van Smoot
- Peter Bogdanovich - önmaga
- Arianna Huffington - önmaga
- Will Shortz - önmaga
- Michele Boyd - Jolene
- Ed Brigadier - pincér
- Brea Cola - Hannah
- Rebecca Klingler - Marla